# Richard Hall (bokser)
Richard I. Hall (ur. 25 października 1971 w Kingston) – jamajski bokser kategorii półciężkiej.

## Początki
Gdy miał 1,5 roku wraz z bratem zostali porzuceni przez rodziców, w razie czego przenieśli się do Negril, gdzie opiekę nad nimi przejęła babcia. Gdy Hall był nastolatkiem uciekł do Kingston i podjął tam pracę w piekarni. Jak wspomina chwalił się tam przed swoimi współpracownikami, że będzie kiedyś mistrzem świata w boksie. Zmienił zdanie, gdy odbył swój pierwszy trening, w którym podczas sparingu dostał surową lekcję od innego adepta. Po dwóch tygodniach treningów, Hall stwierdził, że jest gotów pokonać najsilniejszego faceta w siłowni, niejakiego Lincolna Cartera. Następnie rzekł, że będzie walczył o mistrzostwo Kraju. 

## Kariera amatorska
Hall nie osiągnął żadnych szczególnych sukcesów jako amator. Wyjechał do USA na turniej, w którym zmierzył się z m.in. Glenem Johnsonem czy Antonio Tarverem.

## Kariera zawodowa
Hall do końca 1997 r., stoczył 22 pojedynki, z których 21 wygrał i 1 przegrał. 20 z 21 rywali, Hall pokonał przed czasem, a jedyną porażkę zadał mu Rocky Gannon w pojedynku o mało prestiżowy pas IBC w kategorii półciężkiej. 30 kwietnia 1988 r. zmierzył się z byłym pretendentem do tytułu  IBF w kategorii superśredniej, reprezentantem RPA Garym Ballardem. Hall zwyciężył przez techniczny nokaut w 3. rundzie, co poprawiło jego pozycję w rankingach światowych. 5. grudnia podjął się pojedynku z reprezentantem Nowej Zelandii Anthonym Bigenim. Hall wygrał również przez techniczny nokaut w 3. rundzie, zostając tymczasowym mistrzem świata WBA w kategorii półciężkiej.